# Otto von der Groeben (Politiker, 1797)
Otto von der Groeben (* 18. Februar 1797 in Kallisten bei Liebstadt; † 13. Dezember 1856 in Berlin) war ein deutscher Rittergutbesitzer und Politiker.

## Leben
Otto war der fünfte Sohn von Hans Carl von der Groeben (1749–1818), preußischer Leutnant und Rittergutbesitzer in Kallisten, und dessen Ehefrau Amalie Friederike, geborene von Ostau (1864–1807) aus dem Hause Lablacken. 
Groeben erhielt seine Erziehung und Ausbildung teils zu Hause, teils in einem Pensionat in Quittainen. 1813 trat er freiwillig in ein Ostpreußisches Jäger-Detachement unter Führung des damaligen Kapitäns und späteren Generalleutnants Karl August von Esebeck und wurde kurz vor der Schlacht bei Großbeeren zum Oberjäger befördert. Er machte in den Jahren 1813/15 alle drei Freiheitskriege mit und war an den Schlachten bei Großbeeren, Dennewitz und der Völkerschlacht bei Leipzig beteiligt. In der Schlacht bei Leipzig erhielt er eine leichte Streifschusswunde am rechten Fuß. Gegen Ende des Jahres 1813 wurde zum Sekondeleutnant befördert und in das damalige 3. Westphälische Landwehr-Regiment versetzt. 1816 besuchte er in Koblenz die im gleichen Jahr errichtete Schule für Landwehroffiziere und wurde anschließend, auf Vorschlag seiner Vorgesetzten, zum damaligen Grenadier-Landwehr-Bataillon nach Hamm versetzt. 1817 ließ er sich nach Königsberg in das I. Bataillon im 1. Garde-Landwehr-Regiment versetzen. In der Zeit von 1820 bis 1821 wurde er zum Kadettenkorps nach Berlin kommandiert und von 1822 bis 1824 besuchte er die Allgemeine Kriegsschule. 1825 erfolgte seine Kommandierung zum Topographischen Büro nach Berlin; im Sommer 1826 nahm er seinen Abschied von der Armee.
Nach seiner Hochzeit 1826 kaufte er mit Zustimmung und gleichzeitiger Verzichtleistung seiner Geschwister auf jeweilige Ansprüche das adelige Familiengut Kallisten. Das Gut gehörte der Familie seit 1696 und bestand aus 600 ha Land und vier Vorwerken.
Von 1842 bis 1851 war er Landrat des Kreises Mohrungen.
Im Sommer 1855 wurde er als Repräsentant der von der Groebenschen Familienstiftung zum lebenslangen Mitglied des Preußischen Herrenhauses ernannt.
Am 10. Oktober 1826 heiratete er Mathilde (1800–1841), die Tochter des Landrats Carl Friedrich Wilhelm von Berg, Herr auf Groß Borken. Die Ehe blieb kinderlos.

## Auszeichnungen
- Otto von der Groeben erhielt die Erbberechtigung[2] auf das Eiserne Kreuz II. Klasse und des Russischen Orden des Heiligen Georg V. Klasse.
- Im Herbst 1855 erhielt er durch König Friedrich Wilhelm IV. den Johanniter-Orden und wurde somit Ehrenritter des Ordens.